# Liparetrus convexior
Liparetrus convexior är en skalbaggsart som beskrevs av Macleay 1886. Liparetrus convexior ingår i släktet Liparetrus och familjen Melolonthidae. Inga underarter finns listade i Catalogue of Life.